# Майорка (Дніпровський район)
Майо́рка — село в Україні, у Новоолександрівській сільській територіальній громаді Дніпровського району Дніпропетровської області. Населення за переписом 2001 року становило 60 осіб.

## Географія
Село Майорка розміщене на правому березі річки Дніпро, вище за течією на відстані 2 км розташоване село Волоське, від якого відокремлена Майоровою балкою., нижче за течією на відстані 3 км розташоване село Звонецьке, на протилежному березі — село Діброва.

## Археологія
Могильник й поселення середньокам'яної доби (13—7 тис. років до н. е.) досліджувалися у селі Майорка.
Виявлено поселення й могильник бронзової доби (III—І тисячоліття до н. е.).

## Історія
Майорка очевидно була у XVII ст. рядовим козацьким зимівником Кодацької паланки. Етимологія топоніма «Майорка» непрояснена. Імовірно, що село було назване за місцевим урочищем — Майрова балка. Докладна розповідь про село та деякі родоводи у книзі «Чую Ваш голос. Родоводи надпорізьких сіл Волоського і Майорки». о. Юрій Мицик (Мицик Ю. А.), Чабан М. П., Добрянський Л. А. — К.: 2008. — 192 с.

## Сьогодення
Біля села забудовані мешканцями Дніпропетровська дачні селища. Річковий причал (Був демонтований у 2000-х роках).

## Населення

### Мова
Розподіл населення за рідною мовою за даними перепису 2001 року:
| Мова                | Відсоток |
| ------------------- | -------- |
| українська          | 86,7%    |
| російська           | 10%      |
| інші/не визначилися | 3,4%     |

## Пам'ятки
- Біля Волоського багато пам'яток археології, включаючи кургани.
- Навпроти села були Дніпрові пороги.